# Белый Раст (станция)
Бе́лый Раст — железнодорожная станция Большого кольца Московской железной дороги на участке Поварово II — Икша. Расположена в Дмитровском городском округе Московской области. Входит в Московско-Смоленский центр организации работы железнодорожных станций ДЦС-3 Московской дирекции управления движением. По основному характеру работы является грузовой, по объёму работы отнесена к 1 классу.
Названа по находящемуся в 2,5 км на запад селу Белый Раст. В непосредственной близости к станции находятся деревни Кузяево к северо-западу и Малая Чёрная к югу.
Всего на станции семь путей: после реконструкции, прошедшей в последние годы, и замены рельсов станция, помимо главного пути, имеет в своём составе шесть приёмо-отправочных путей общей протяженностью семь с половиной километров. Второй путь длиной 1235 метров позволяет принять грузовые поезда, состоящие из 85 вагонов. После укладки новых стрелочных переводов их число достигло 26. Две пассажирские платформы (низкие длинные, боковая северная и островная). Платформы соединены настилом у восточного края. На боковой платформе находится павильон ожидания с расписанием.
Станция расположена на однопутном участке Большого кольца Поварово II — Икша и является единственной возможностью разъезда. До конца 1990-х участок Поварово II — Белый Раст был двухпутным, но в 1996 южный путь перестал использоваться, а затем в 2001 был демонтирован, осталась насыпь на всём протяжении, используемая в том числе автомобилями. Планируется восстановление второго пути на всём участке, а также его строительство на участке Белый Раст — Икша со строительством развязки для более интенсивного использования северной части Большого кольца для пропуска грузовых поездов.
Пассажирская платформа обслуживается электропоездами моторвагонного депо Александров Ярославского направления. Всего 4 пары электропоездов в сутки, 3 из них маршрута Александров — Поварово III, и одна пара укороченная Икша — Поварово III. До лета 2011 года участок Икша — Кубинка I обслуживался депо Нахабино Рижского направления и депо Лобня Савёловского направления, можно было доехать по кольцу до Кубинки I без пересадки. Прямой связи с Москвой нет, ближайшая узловая станция пересадки — Икша (12 минут) на Савёловское радиальное направление.
К юго-западу от станции находится крупнейшая подстанция Московского энергетического кольца ПС-511 «Белый Раст». От неё расходится множество крупных ЛЭП.
У западной горловины станции находится переезд, дорога местного значения идёт с севера от Малого кольца А107 через Кузяево на юго-восток через Малую Чёрную и другие населённые пункты к Дмитровскому шоссе А104. От дороги к северу от переезда идёт местная дорога вдоль северной окраины станции к платформам и посёлку у станции.

## Развитие станции и транспортно-логистический центр
В рамках договорённостей между ОАО «РЖД» и правительством Москвы в 2011—2020 годах проведена и продолжается реконструкция станции для выведения части транзитного грузопотока, перерабатываемого на столичном узле, за пределы Мосузла. Станция является удобным форпостом для доставки транзитных грузов, следующих с запада на восток страны. Её реконструкция под сортировку приведёт к закрытию грузового двора на станции Москва-товарная-Рижская, а в дальнейшем она возьмёт на себя функции также подлежащих закрытию станций Москва-товарная-Киевская, Москва-товарная-Смоленская и Москва-товарная-Ярославская. Так будет решена большая часть задачи приёма и отправки транзитных грузопотоков вне центра Москвы. Все разгруженные вагоны на станции Белый Раст будут уходить на сортировку и формирование порожних составов на станции Орехово-Зуево и Бекасово-Сортировочное.
Также к северо-западу от станции строится терминально-логистический центр «Белый Раст» 56°07′52″ с. ш. 37°25′21″ в. д. (49% акций у партнёров из Китая), в строительстве участвовали «Немецкие железные дороги» (Deutsche Bahn) на основании заключённого с ОАО «РЖД» договора. До 2019 года в ТЛЦ проводилась только выгрузка инертных материалов.
В 2019 году путевое развитие включает в себя 2 приёмоотправочных пути необщего пользования, планируется 6 приёмоотправочных путей.
В декабре 2019 года в транспортно-логистическом центре «Белый Раст» открылся контейнерный терминал, 27 декабря 2019 года отправился первый контейнерный поезд из 31 вагона на Красноярскую и Восточно-Сибирскую железную дороги. С марта 2020 года каждую неделю из ТЛЦ отправляется 4 контейнерных поезда в восточные регионы России. 
В 2023 году принят первый прямой грузовой экспресс Китай-Европа.

## Галерея
- Береговая платформа
- Расписание 2012—2013 гг.
- Береговая платформа
- Платформы
- Подъездные пути к северо-западу
- Знак на платформе, на фоне жилой посёлок на севере
- Западная горловина станции
- Вид на запад от станции, остаётся один путь
- Насыпь от разобранного пути на запад
- Терминально-логистический центр
- Подстанция и ЛЭП
- Подстанция и ЛЭП